# Heilbronner Sonntags-Zeitung
Die Heilbronner Sonntags-Zeitung (bzw.  Süddeutsche Sonntags-Zeitung  bzw. Die Sonntagszeitung ) bestand von 4. Januar 1920 bis 28. März 1943. Sie war eine unabhängige und anzeigenfreie Zeitung, die sonntags mit dem Motto „kämpft gegen Kirchentum, Kapitalismus, Krieg und Gewaltherrschaft, für Geistesfreiheit, Gemeinwirtschaft, Gerechtigkeit und Frieden“ erschien.

## Vorgeschichte
Im Jahr 1918 wurde der spätere Gründer der Heilbronner Sonntags-Zeitung Erich Schairer – als Nachfolger von Ernst Jäckh und Theodor Heuss – Chefredakteur der bürgerlich-liberalen Heilbronner Neckar-Zeitung. Weil er dort „linkes Gedankengut“ vertrat, kam es zum „Krach“ zwischen dem Verleger Viktor Kraemer und dem Chefredakteur Schairer mit anschließender fristloser Kündigung. Laut Uwe Jacobi hatte der Verleger zuvor eine „Pressezensur“ begangen, indem er am 15. November 1919 aus der Titelseite eine Glosse von Schairer aus der Druckplatte herauskratzen ließ. Dabei handelte es sich um einen Beitrag, der einen Vertreter der Dolchstoßlegende kritisierte. Daraufhin gründete der „schwäbische Feuerkopf“ Schairer im Januar 1920 seine eigene Wochenzeitung, die linkssozialistische Heilbronner Sonntags-Zeitung, die sich  zu einem der „bedeutendsten Wochenblätter in Deutschland“ entwickelte.

## Herausgeber
Gründer und Herausgeber war bis Frühjahr 1931 und vom August 1932 bis zum August 1934 Erich Schairer. Zwischen Frühjahr 1931 und August 1932 hatte Hermann List die Herausgeberschaft der Zeitung übernommen. Abgelöst wurde Schairer 1934 von dem Schriftsteller und Journalisten Paul Gloning (1876–1951). Dieser gehörte der NSDAP an und war Schairer aufgezwungen worden. 1936 ging der Verlag vollständig auf Gloning über. Auf ihn folgte im Februar 1937 der Schriftsteller und Redakteur Richard Breitling aus Aalen.

## Ort
Die Sonntags-Zeitung erschien zuerst in Heilbronn, gedruckt wurde die Zeitung bis Juni 1925 von der Vereinsdruckerei Heilbronn. Schairer verlegte am 1. Juli 1925 den Verlag von der Heilbronner Lerchenstraße 31 nach Stuttgart in die Lange Straße 18, während er mit seiner Familie ein Wohnhaus in Sulzgries bezog, einem Stadtteil von Esslingen am Neckar. Die Sonntags-Zeitung erschien in Stuttgart und bestand nur aus einem Doppelblatt im Berliner Format. Am Anfang betrug die Auflage 2000 Stück, bis 1932 wuchs sie auf 8000 Stück an. Insbesondere in Hamburg, Berlin und Leipzig wurde die Zeitung gekauft, zwei Drittel der Auflage wurden in Norddeutschland verkauft.

## Namen
Bei der Gründung im Jahre 1920 in Heilbronn hieß sie „Heilbronner Sonntags-Zeitung“. Von Oktober 1920 bis Oktober 1922 wurde sie „Süddeutsche Sonntags-Zeitung“ genannt, ab November 1922 änderte Schairer den Namen in Die Sonntagszeitung.

## Sonstiges
Die Sonntagszeitung gilt heute als ein „Beleg für die Aufbruchsstimmung und den Pioniergeist der Nachkriegszeit“.